# Szent Máté-napi csata
A Szent Máté-napi csata (észtül: Madisepäeva lahing) a Kardtestvérek rendje és az észtek közt lezajlott csata Livóniában, az észt keresztesháború keretében.
A Kardtestvérek rendje, melyet 1202-ben alapított Albert von Buxthoeven püspök, négy év alatt leigázta a finnugor líveket. Kaupo lív fejedelem, akit Meinhard von Segeberg püspök keresztelt meg, csatlakozott a Kardlovagokhoz, akik a keresztesháborújukat az észtek ellen folytatták 1208-tól majdnem két évtizeden át.
1217. szeptember 21-én, Szent Máté napján a Kardtestvérek a lív segédcsapatokkal (élükön Kaupo állt) csatába szállt Fellin (Viljandi) mellett Lembitu észt fejedelemmel, akinek vagy hatezer embere volt. A csatát a lovagok megnyerték, míg Kaupo elesett, akárcsak Lembitu.
A vereség súlyos volt az észtekre nézve. 1219-ben az orosz segítség ellenére újabb vereséget szenvedtek a lovagoktól és az északi területeken terjeszkedő II. Valdemár dán királytól.

## A csata leírásaHenrik Livónia Krónikájában
XXI:1 Albert püspök tizenkilencedik évében [1217] a livóniaiak nem pihenték ki a háborúkat. Az említett tiszteletreméltó püspök mind Novgorodba, mind Saccaliába küldte követeit, hogy megerősítsék az Odenpäh-ben kötött békét, és elkérje tőlük testvérét, Theodorikot. Mivel lelkesedéstől dagadt és büszkeségükben túlzottan gőgös emberek voltak, nem törődtek sem a püspök könyörgésével, sem a németekkel kötött békével. Összeesküdtek az észtekkel, és terveket dolgoztak ki a németek leverésére és a livóniai egyház lerombolására. Ennek tudatában a püspök a hazatérő zarándokokkal Németországba ment. Livóniát ismét az Úr Jézus Krisztus és Anyja őrizetében hagyta. Mindenkivel tudatta népe háborús szerencsétlenségeit és veszteségeit. Azt tanácsolta a bátor és nemes férfiaknak, hogy építsenek falat az Úr házának, vegyék fel a keresztet, és zarándokoljanak el Livóniába bűneik bocsánatára. Lauenburgi Albert gróf hallott minden gonoszságról, amit az oroszok és az észtek műveltek a livóniai egyházzal. Felvette a keresztet a bűnök bocsánatára, és lovagjaival, erélyes és nemes embereivel Livóniába ment. Bernard dünamündei apát és a zarándokok, bár kevesen voltak, vele jöttek. A grófot nagy örömmel fogadták. Az Úr mindeddig a tegezébe helyezte, mint egy kiválasztott nyílvesszőt, hogy alkalmas időben Livóniába küldje, hogy egyházát megszabadítsa az ellenségtől.
XXI:2 Miután Rigába érkezett, az észtek sok ajándékot küldtek az oroszoknak, kérve őket, hogy jöjjenek sereggel a livóniai templom lerombolására. De Msztyiszlav, Novgorod nagy királya a magyar király ellen indult  harcolni Galícia királyságáért, és új királyt hagyott a trónján Novgorodban. Ez utóbbi küldte hírnökeit Észtországba, és megígérte, hogy nagy sereggel érkezik Vlagyimir királlyal és sok más herceggel együtt. Az észtek örvendeztek, hírvivőket küldtek szét Észtországban, és rendkívül nagy és erős sereget gyűjtöttek össze. Saccaliában, a Pala közelében ütöttek tábort. Fejedelmük és vénük, Lernbit mindenkit hívott az összes tartományból, és érkeztek hozzájuk emberek Rotaliából és Harrienből, Wierlandból és Revalból, Jerwanból és Saccaliából. Hatezren voltak, tizenöt napot vártak Saccaliában, hogy megérkezzen az oroszok királya. A rigaiak értesültek gyülekezésükről, felszerelkeztek és gyorsan oda igyekeztek, hogy még az oroszok érkezése előtt odaérjenek [szeptember]. Albert gróf lovagjaival és szolgáival ment, együtt Volquinnal, a Milícia mesterével és a Testvérekkel, Bernard dünamündei apáttal, János préposttal, a livóniaiakkal és a lettekkel, valamint a nagyon hűséges Caupoval, aki soha nem hanyagolta el az Úr szolgálatát csaták és hadjáratok formájában. Mind Saccalia közelébe mentek, ahol a hadsereg gyülekezik és imádkozik. Körülbelül háromezer kiválasztott férfi volt a hadseregben. Úgy döntöttek, hogy a németek a középen maradnak, a livonokat a jobb szárnyra, a letteket pedig a bal szárnyra helyezték. Másokat elküldtek a falvakba, hogy elfogjanak néhány embert, megtudják tőlük, mekkora az ellenséges serege, és hogy közeledik és harcra kész-e. Ezt meghallván, óvatosan és rendezetten útnak indultak és estefelé Fellin erődhöz értek, ahol megpihentek éjszakára [szeptember 21.]. Az ünnepélyes szentmisék megtartása után Szent Máté apostol ünnepén indultak, hogy találkozzanak az ellenséggel. Felfedezték, hogy az ellenség egy másik helyre menekült. Azonnal követték őket, amikor hirtelen meglátták, hogy az ellenség harcra készen jön ki az erdőből, hogy megtámadja őket. Közeledtek az ellenséghez, a németek középen harcoltak, ahol az ellenség tömege nagyobb és bátrabb volt. A németek egy része lóháton, mások gyalogosan, fokozatosan, alakzatba haladtak, és eljutottak az ellenség közepéhez, megszakítva harcvonalukat, menekülésre kényszerítették őket.
XXI:3 A bal oldalon harcoló lettek a németekkel együtt merészen támadtak az ellenségre is. A szakkáliaiak Lernbittel és a többi vénükkel álltak szemben. Sok lettet megsebesítve és néhányukat megölve, bátran harcoltak és sokáig ellenálltak. De amikor látták, hogy seregük középső részét a németek megfutamítják, ők is hátráltak. A lettek üldözték őket, sokukat megöltek közülük, a többiek pedig elmenekültek. Veko, Roboam testvére felismerte Lernbit, üldözte, és megölte. Veko elvette a ruháit, a többi pedig levágta a fejét, és visszahozta magával Livóniába. Saccalia más vénei is elestek, Wattele, Maniwalde és még sokan mások. A livonok a jobbszárnyon látták, hogy az észt lándzsák kegyetlenül repülnek rájuk, és a németek felé kanyarodtak. Együtt üldözték a menekülő férfiakat. De az észtek, akik ellenük támadtak, rátámadtak néhány emberünkre, az üldözőkre. Embereink férfiasan visszaverték a támadást és menekülésre is kényszerítették őket. Miután az összes észt menekült, a livonok, lettek és szászok üldözőbe vették őket, és néhányukat megölték az erdőben. A halottak száma csaknem ezerre rúgott, nem volt megszámolható, mert az erdőkben és a mocsarakban nem lehetett őket megszámolni. Közel kétezer lovat vettek el tőlük és minden fegyverüket és zsákmányukat. A következő napon a zsákmányt egyenlő arányban osztották fel egymás között.
XXI:4 Caupo, akit egy lándzsa átfúrt, hűségesen megemlékezve az Úr szenvedéséről, az Úr testének szentségében, feloldoztatott a keresztény vallás megvallásával, miután először felosztotta minden javait. a Livóniában alapított egyházak között. Albert gróf, az apát és mindenki, aki velük volt, gyászolta őt. Holttestét elégették, a csontokat Livóniába vitték és Cubbeselében temették el.
XXI:5 A csata után a sereg a Palába, Lembit falujába vonult, és ott maradt három napig. Elküldték a livóniaiakat és a letteket, hogy rohanják le és égessék fel a környező falvakat. Lembit bátyja, Unnepewe a többiekkel együtt odajött hozzájuk, a korábbi béke megújításáért könyörögve. A németek így szóltak hozzájuk: "Mivel megvetettétek a keresztség szentségét, amelyet megkaptatok, és beszennyeztétek Krisztus hitét a pogányok és az oroszok tanácsaival, ezért az Úr csapást mért rátok. Térjetek vissza tehát hűségesen most Krisztushoz, és akkor is befogadunk titeket testvéri szeretetünk közösségébe." Ez tetszett nekik. Amikor túszokat adtak, másodszor is békességben részesültek, hogy hűségesen betartják a kereszténység minden törvényét. Amikor ez megtörtént, a sereg minden zsákmányával visszatért Livóniába. Áldották a férfiak az Urat, aki örökké áldott, azért a dicsőséges győzelemért, amelyet Isten adott nekik.